# 대만 원주민

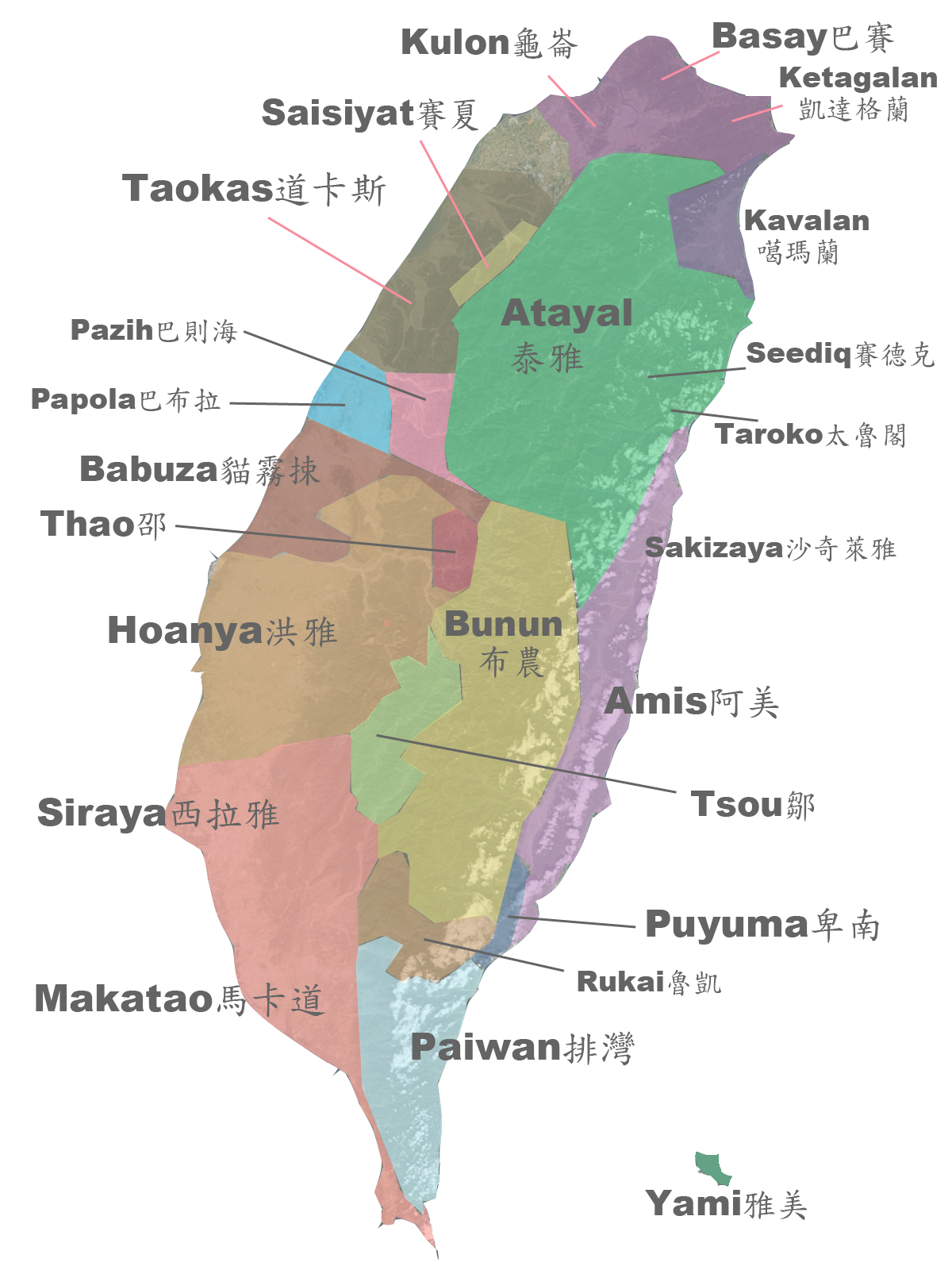
지역별 원주민 분포

대만 원주민(臺灣原住民)은 한족(漢族)의 이주 이전부터 대만에 살고 있던 오스트로네시아계의 원주민족을 말한다. 여러 부족으로 이루어져 있으며, 부족마다 서로 다른 언어를 사용하나 모두 오스트로네시아어족에 속한다.

## 역사
대만섬은 오늘날 동남아시아와 오세아니아 등에 널리 퍼져 있는 오스트로네시아어족 언어의 원산지로, 대만 원주민 역시 오스트로네시아계 민족들과 언어적·유전적으로 연관이 있다. 약 6천년 전부터 대만에 신석기 문화가 나타나기 시작했고 기원전 3,000 ~ 1,500년 경부터 대만 원주민의 일부가 바다를 통해 루손섬으로 이주한 것을 시작으로 필리핀 전역을 비롯하여 동남아시아 도서 지역, 오세아니아, 마다가스카르까지 퍼지며 확장된 오스트로네시아 민족계통을 형성했다.
삼국 시대 중국의 사료에 대만 원주민으로 추정되는 집단에 관한 기록이 최초로 등장한다. 서기 230년 오나라 황제 손권의 명을 받은 위온과 제갈직은 1만 군대를 이끌고 이주(夷洲)라는 섬을 방문하여 병사 대부분이 알 수 없는 질병으로 사망하는 등 고생 끝에 수천 명의 원주민을 잡아다 손권에게 바쳤으나, 손권은 병력을 많이 희생한 대가 치고는 수가 너무 적었다고 하여 위온과 제갈직을 교수형에 처했다. 수나라와 원나라 대 기록에 "유구"라는 이름으로 등장하는데, 이 이름은 나중에 대만 북동쪽의 류큐를 가리키는 명칭으로 쓰인다.
17세기 ~ 19세기 사이에 대만으로 한족들이 이주하면서 평야 지역을 시작으로 원주민들의 한족화가 진행되었다. 한족들은 평지에 살던 원주민을 '평포번'(平埔蕃), 한족화 되지 않은 고산지역의 원주민을 '생번'(生蕃) 또는 '고산번'(高山蕃)이라 부르며 구별했다. 일본의 식민 통치 때 일본인들은 평포번을 '헤이호족'(平埔族), 고산번을 '타카사고족'(高砂族)이라고 부르며, 언어, 문화, 풍속에 따라 부족을 분류했다. 현재의 대만 원주민 분류는 이 시기의 연구를 기초로 하고 있다. 이후 근대화 과정에서 상당부분 한족화되었다. 중국 국민당 정부는 대만 원주민의 역사를 가르치지 않았다. 원래 고유 작명법도 있었으나 이름도 중국식으로 바뀌게 되었다.
대만으로 후퇴한 중화민국 정부는 고산족을 '산지족'(山地族) 또는 '산포'(山胞)로 부르다가 1994년에 원주민들의 민족명 개정 요구에 따라 중화민국은 이들의 정식 명칭을 산지족에서 '원주민족'으로 개칭하였다. 중화인민공화국은 '고산족'이라 부르며, 중국 대륙의 고산족은 주로 허난성, 푸젠성 등 중국중남부에 거주하고 인구는 3,479명(2020년 기준)이다. 중화민국 정부에서는 이들을 원주민족이라고 부르며 16개 민족으로 구분한다.

## 민족

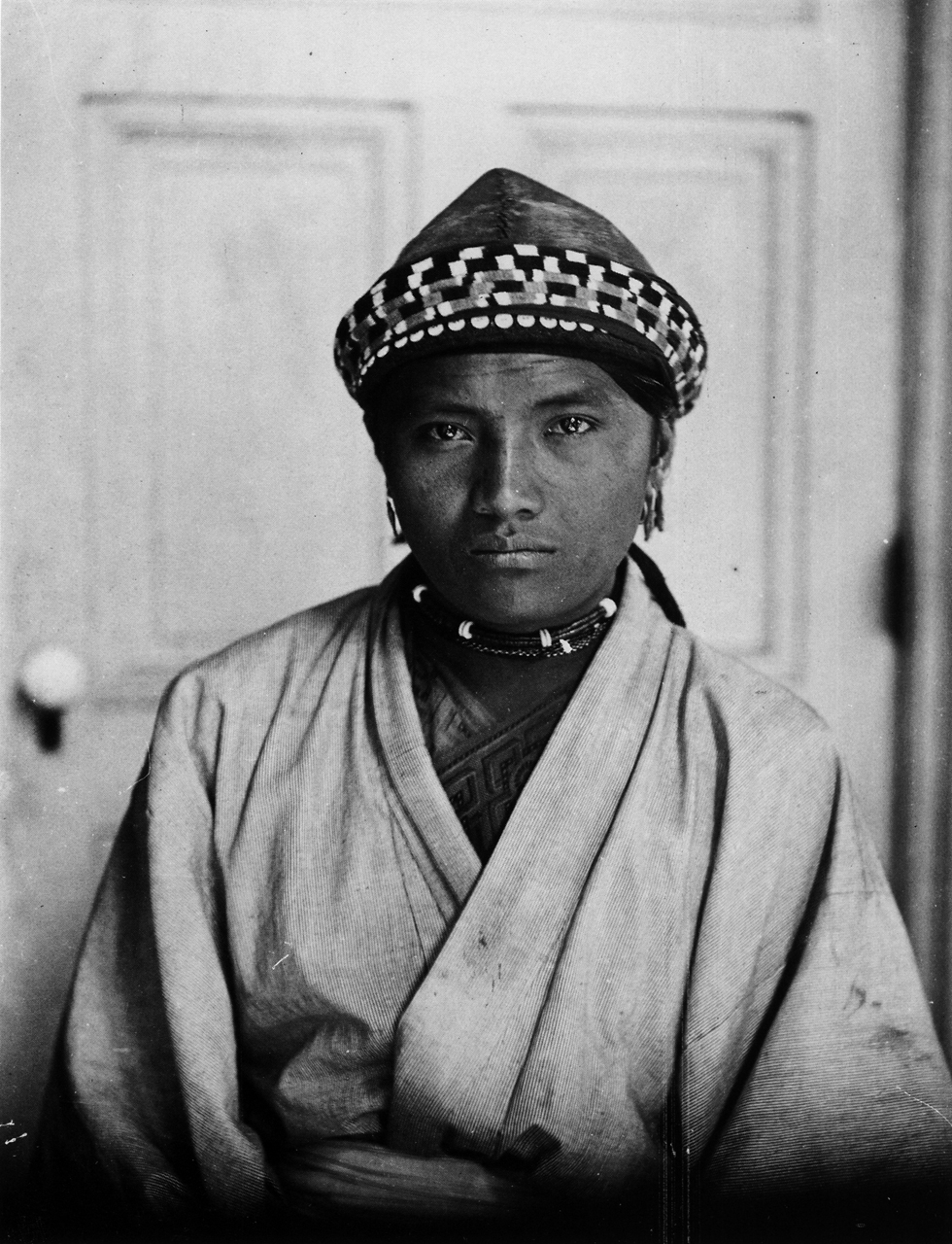
대만 루카이족

대만 원주민의 언어는 모두 오스트로네시아어족에 속하지만, 부족마다 언어, 사회조직, 문화가 각각 다르다. 대만에서는 원주민족위원회(原住民族委員會)에서 공인한 부족에게 원주민 집단으로서의 공식 지위와 특정한 법적 혜택 및 권리를 부여하고 있다. 2014년 기준 16개의 민족 집단이 공인되어 있다. 일찍이 동화가 진행된 평야 원주민 집단 중에는 카바란족과 사키자야족만이 포함된다.

### 고산족
- 아미족 (Amis, 阿美族, 아메이족)
- 아타얄족 (Atayal, 泰雅族, 타이야족)
- 부눈족 (Bunun, 布農族, 부눙족)
- 카나카나부족 (Kanakanavu, 卡那卡那富族, 카나카나푸족)
- 카바란족 (Kavalan, 噶瑪蘭族, 가마란족)
- 파이완족 (Paiwan, 排灣族, 파이완족)
- 푸유마족 (Puyuma, 卑南族, 베이난족)
- 루카이족 (Rukai, 魯凱族, 루카이족)
- 사아로아족 (Saaora, 拉阿魯哇族, 라아루와족)
- 사이시얏족 (Saisiyat, 賽夏族, 싸이샤족)
- 사키자야족 (Sakizaya, 撒奇萊雅族, 싸치라이야족)
- 세디크족 (Seediq, 賽德克族, 싸이더커족)
- 타로코족 (Taroko, 太魯閣族, 타이루거족)
- 사오족 (Thao, 邵族, 사오족)
- 초우족 (Tsou, 鄒族, 쩌우족)
- 야미족 (Yami, 達悟族, 다우족)

### 평포족
대만 원주민에는 고산족 이외에 평포족(핑푸족)이 있다. 그러나, 평포족은 일찍이 한화(漢化)되어 한족과의 통혼으로 한족계 본성인과 섞여 구분되지 않기 때문에 중화민국 정부는 핑푸족을 원주민으로 인정하지 않고 있다.
- 케타가란족(凱達格蘭族, Ketagalan)
- 카바란족(噶瑪蘭族, Kavalan)
- 타오카스족(道卡斯族, Taokas)
- 파제흐족(巴宰族 / 巴則海族, Pazeh)
- 파포라족(巴布拉族, Papora)
- 바부자족(巴布薩族 / 貓霧捒族, Babuza)
- 호안야족(洪雅族, Hoanya)
- 시라야족(西拉雅族, Siraya)
- 타이보안족(大武壠族 / 大満族, Taivoan)
- 마카타오족(馬卡道族, Makatao)

## 문화
가오산족은 전통적으로 농경이나 수렵에 종사하면서 독자적인 문화와 제도를 유지해 왔다. 그러나, 20세기에 있었던 일본 제국의 식민 통치와 중화민국의 통치 아래 근대화 과정에서 생활 양식이 크게 변했다. 당국의 성급한 근대화 정책은 가오산족의 권리를 다수 침해하였으며, 대만 사회 안에서 원주민에 대한 차별도 지속되었다. 1980년대 후반부터 고산족 청년들을 중심으로 "원주민 권리 회복 운동"이 시작되었고, 중화민국 당국도 이들의 요구를 받아들여 고산족의 권리 향상을 도모하는 정책을 추진하고 있다. 현재 중화민국 정부는 가오산족을 "대만 원주민족(臺灣原住民族)"으로서 승인하고 고산족에게 "원주민"적(籍)을 주고 있으나 평지인(핑푸족)은 대부분 공인되고 있지 않다.

## 같이 보기
- 위온
- 제갈직
- 대만 원주민 일람(영어판)
- 대만 원주민 이름
- 대만인
- 대만의 역사
- 대만 문제
- 우서 사건
- 중국의 민족
- 일본의 민족 문제